# افسردگی برون‌آمیزی

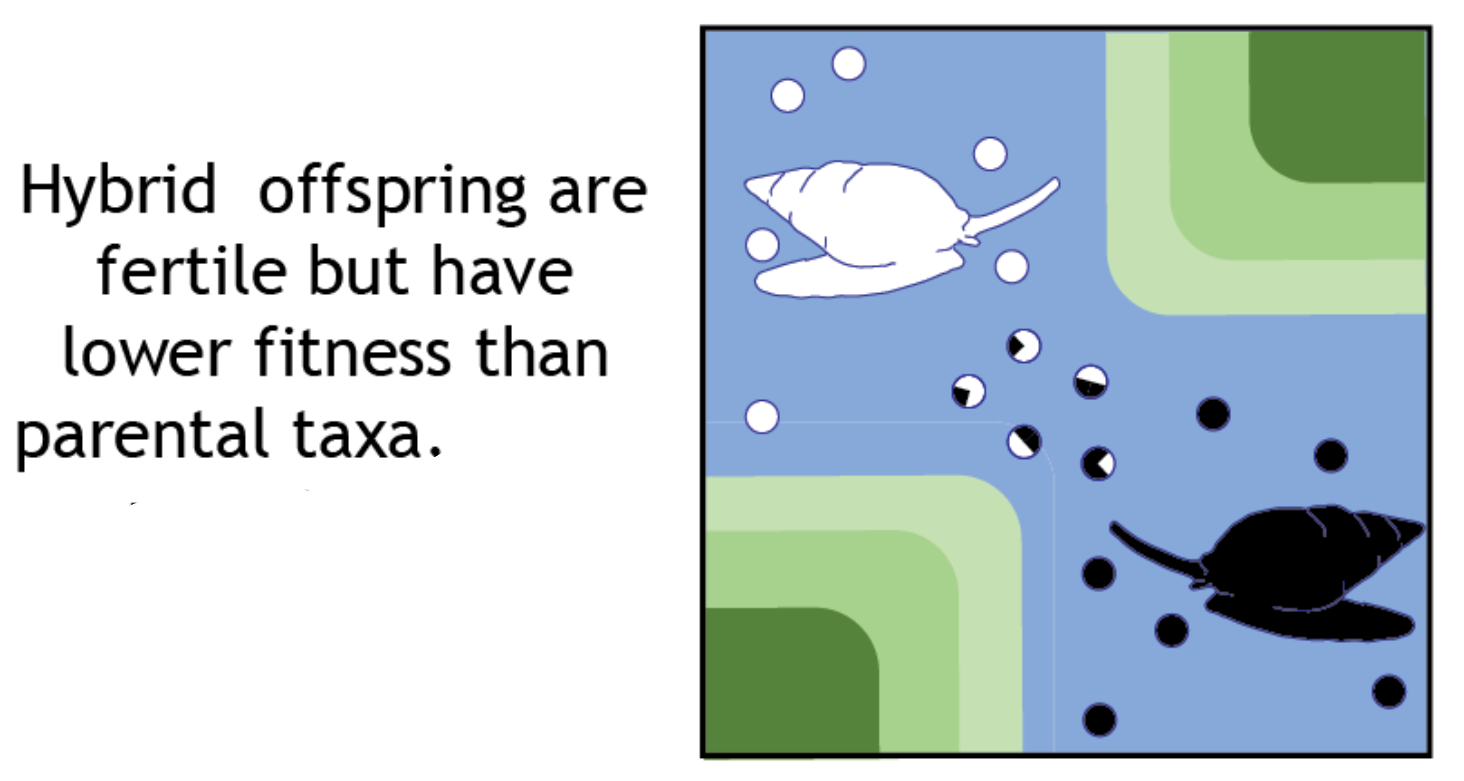
برون‌ده زادآوری پس از انشعاب جمعیت، سبب افسردگی برون‌آمیزی می‌شود.

در زیست‌شناسی، افسردگی برون‌آمیزی (به انگلیسی: Outbreeding depression) زمانی رخ می‌دهد که تلاقی بین دو گروه یا جمعیت از نظر ژنتیکی دور سبب کاهش برازش شود. این امر به ویژه در صورتی محتمل است که زیرگونه‌ها زیستگاه‌های متفاوتی داشته باشند یا در عرض ۵۰۰ سال تبادل ژنتیکی رخ نداده باشد. این مفهوم در تضاد با افسردگی همخونی است، اگرچه این دو اثر می‌توانند به‌طور همزمان رخ دهند. آسیب‌های لقاح بیرونی با آسیب‌های همخونی برابری می‌کند، و این آسیب‌ها گاهی پتانسیل نجات یا افزایش ژنتیکی را محدود می‌کند. در واقع، مطالعاتی که دورگه‌زایی در پستانداران را گزارش می‌کنند، پیامدهای منفی حاصل را تقریباً ۴ برابر بیشتر از پیامدهای مثبت می‌بینند. افسردگی برون‌آمیزی می‌تواند بین یک جمعیت مهاجم و یک جمعیت بومی رخ دهد. دورگه‌زایی می‌تواند سبب انقراض گونه‌های بومی یا از بین رفتن سازگاری‌های بومی شود. افسردگی زادآوری پاسخ پسازیگوت در نظر گرفته می‌شود زیرا افسردگی برون‌آمیزی معمولاً در عملکرد نتاج مشخص می‌شود.
سه سازوکار اصلی برای ایجاد افسردگی برون‌آمیزی وجود دارد:
1. تفاوت‌های کروموزومی ثابت که سبب عقیمی جزئی یا کامل هیبریدهای F1 می‌شود.[۸]
2. تمایز سازگاری میان جمعیت‌ها
3. گلوگاه‌های جمعیتی و رانش ژنتیک

ادماندز و همکاران (۲۰۰۷) ۳۵ تلاقی درون‌گونه‌ای را فهرست می‌کند که سبب افسردگی برون‌آمیزی «در تنوع گیاهان، بی‌مهرگان و مهره‌داران» شده‌است. ناسازگاری بین دو جمعیت که سبب افسردگی برون‌آمیزی می‌شود، در پستانداران سریع‌تر از پرندگان و گیاهان حتی کندتر از هر دوی آنها تکامل می‌یابد.